# Andronic de Pèrgam
Andronic (grec antic: Ἀνδρονίκος, Androníkos, llatí: Andronicus) fou un polític del Regne de Pèrgam.
Àtal II de Pèrgam (159 aC-139 aC) el va enviar a Roma com ambaixador l'any 156 aC per alertar de què el rei Prúsies de Bitínia havia atacat el territori del regne. Altre cop va ser enviat com a ambaixador a Roma el 149 aC i va ajudar a Nicomedes en la conspiració contra el seu pare Prúsies de Bitínia.